# José van Tuyne
José Daniel van Tuyne (* 13. Dezember 1954 in Rosario) ist ein ehemaliger argentinischer Fußballspieler. Mit der Nationalmannschaft seines Heimatlandes nahm er an der Fußball-Weltmeisterschaft 1982 teil.

## Karriere

### Vereinskarriere
José van Tuyne begann seine fußballerische Laufbahn im Jahre 1974 bei Rosario Central in seiner Heimatstadt. Bei Rosario Central, wo er unter anderem zusammen spielte mit anderen argentinischen Fußballgrößen der damaligen Zeit wie Mario Kempes oder Daniel Killer, gewann er zwar keinen Titel, brachte es aber in sechs Jahren auf 159 Ligaspiele (ein Tor). Im Jahre 1979 verließ van Tuyne Rosario Central und schloss sich CA Talleres aus Córdoba, der zweitgrößten Stadt Argentiniens, an. Dort spielte José van Tuyne ein Jahr und ging 1981 weiter zu dem Racing Club aus Avellaneda, einem industriellen Vorort der Hauptstadt Buenos Aires. Sein Wirken dort dauerte erneut nur ein Jahr und nach 37 Spielen (zwei Tore) wechselte er zu CD Los Millonarios nach Kolumbien. Bei dem Verein aus der Hauptstadt Bogotá gelang José van Tuyne auch erstmals der Gewinn einer nationalen Meisterschaft. In der Spielzeit 1987 konnte Los Millonarios zusammen mit van Tuyne seine zwölfte Meisterschaft gewinnen. Im gleichen Jahr beendete José van Tuyne seine fußballerische Karriere im Alter von 33 Jahren bei Los Millonarios.

### Nationalmannschaft
José van Tuyne brachte es zwischen 1979 und 1982 auf elf Einsätze in der argentinischen Fußballnationalmannschaft. Von Nationaltrainer César Luis Menotti wurde er ins Aufgebot für die Fußball-Weltmeisterschaft 1982 in Spanien berufen, wo die argentinische Mannschaft als Titelverteidiger antrat. In einer Mannschaft mit vielen Weltmeistern von 1978 wie Kempes, Daniel Passarella, Jorge Olguín oder Américo Gallego kam van Tuyne allerdings nicht zum Einsatz. Währenddessen scheiterte die argentinische Auswahl in der Zwischenrunde. Drei Jahre vor der Weltmeisterschaft nahm José van Tuyne mit Argentinien an der Copa América 1979 teil. Der amtierende Fußball-Weltmeister schied bereits nach der Vorrunde aus.